# Kehancha

Kehancha (ibland stavat Kihancha) är huvudort i distriktet Kuria i provinsen Nyanza i Kenya. Centralorten hade 30 109 invånare vid folkräkningen 2009, med 256 086 invånare i hela kommunen.